# Kikkajärv
Kikkajärv (također Kika järv, Suur-Kikkajärv) ili Ilgājs kako ga nazivaju u Latviji, je jezero na granici Estonije i Latvije. Površina mu je 20,2 ha. Jezero se nalazi u zaštićenom krajobraznom području Veclaicene. Najbliže naselje jezeru u Latviji je Korneti u općini Alūksne.